# Ghazni (stad)
Ghazni (Pasjtoe, Perzisch: غزنی , Ğaznī) (vroeger ook Ghazna genoemd) is een stad in de gelijknamige provincie in het zuidoosten van Afghanistan, op 2219 meter hoogte en tussen Kandahar en Kaboel.
Ook al ligt de stad in een veel grotere regio waar de Pathanen de absolute meerderheid vormen, de bevolking van Ghazni bestaat voornamelijk uit Tadzjieken (50%), plus Pathanen en Hazara's (beide ongeveer 25%).
Pathanen en Tadzjieken zijn als regel soennitisch, Hazara's zijn overwegend sjiitisch.
In de tijd van Dzjengis Khan was Ghazni de belangrijkste stad van het gebied, en tegenwoordig is het nog steeds een van de belangrijkste steden van Afghanistan. Vanuit Ghazni werden door de Ghaznaviden meerdere plundertochten naar Indië ondernomen. Begin augustus 2021 viel Ghazni in de handen van de Taliban.

## Geboren
- Mahmud van Ghazni (971-1030), sultan van de Ghaznaviden